# トリノアシ
トリノアシ（鳥の足、学名：Metacrinus rotundus Carpenter）は、ウミユリの1種。日本近海では最も普通のウミユリであり、現生のウミユリでは比較的浅い海に生息するものである。名前の由来は形が鳥類の脚部に似ている事からである。

## 形態
細長い茎の先に多数の腕の付いた萼部がある、ユリに似た姿の動物。生時は淡紅色を帯びるが、死後は淡黄色となる。茎は長さ30-50cmで、断面は丸みを帯びた五角形。11-12節おきに節関節となり、そこから上向きの巻枝が5本ずつ出る。巻枝は40-45節からなる。
腕は3-4回分枝して、約50本の腕となる。第1の腕に7-10節、第2の腕に12-15節、第3の腕に9節ある。分岐の次の3節目に不動関節がある。羽枝は第2輻板より先に生じ、最初は26節あるが先端の方では14-15節と短くなる。

## 分布など
相模湾や紀伊水道などの100-500mの深さの海に生息する。

## 生態など
日本近海からは数種のウミユリが記録されているが、本種はその中で最も普通に見られるものである。
本種を含むウミユリ類の研究は、ドレッジなどによって得られたサンプルのみについて行われてきたため、その生態面などの研究は困難であった。だが、20世紀後半になり、生態映像が多く入手できるようになり、それを通しての研究が行われるようになった。相模湾の水深160mあたりでの調査では、本種は礫や岩が露出するような海底に生息している。茎の基部の巻枝数組を用いて岩などの硬い基盤に身体を固定させ、茎の上半を持ち上げて触手をパラボラ状に広げ、濾過摂食を行っている。口の側は必ず海底の水流の方に向け、広げた触手の先端は水流になびくように後方に向かう。その際、触手を広げる高さは底面から10-50cmの範囲に限定され、茎をそれ以上高く伸ばせる場合でも、この高さに収まっていた。これは本種の餌とするのが海底に堆積したデトリタスであり、海底の水流によって再懸濁したものを採取しているためと考えられる。
また、冠部（ユリの花のような部分）は刺激によって自切が起きやすく、飼育下でもストレスを受けると簡単に落ちてしまう。その場合、茎の方から再生が起き、数か月で完全な形の冠部が再生される。これは、人為的にカミソリなどで切り落としても再現できる。

## 分類
日本で知られる同属のものとして、岡田他(1965)は他に2種を取り上げている。
- シロウミユリ M. nobilis：茎は白、萼部は黄色を帯び、腕は4回分枝して総計70本を越える。
- イボウミユリ　M. interruptus：茎部の各節に水平な稜があり、その上に疣状突起が並ぶ。

## 利害
現実的な利害はない。
ただ、ウミユリ類は棘皮動物で最も原始的なものと考えられ、その出現は古生代カンブリア紀まで遡る。そのため、研究素材としては重要なものと考えられるが、現生種は全て深海産であり、入手も飼育もむずかしいことがその障壁となっている。その中で本種は深度100-150mと比較的浅いところに出現するもので、入手が比較的容易い。長期飼育も行われるようになっており、今後、モデル生物としての活用が期待される。